# إريك مادوكس
إريك مادوكس هو خطيب عام أمريكي ومؤلف وجندي عمليات خاصة سابق. التحقَ بفريق العمليات الخاصة التابع لقوة دلتا في تكريت التي كانت جزءًا من قيادة العمليات الخاصة المشتركة المسؤولة عن تعقب أشدّ الرجال المطلوبين في العراق أثناء الاحتلال الأمريكي للعراق سنة 2003. وخلال جولته التي استمرت ستة أشهر مع فريق دلتا فورس، أجرى إريك أكثر من 300 استجواب وجمع معلومات استخبارية أدت مباشرة إلى القبض على صدام حسين.

## النشأة
تخرج إريك مادوكس من مدرسة سابولبا الثانوية في عام 1990 وبعد ذلك من جامعة أوكلاهوما حيث واعدَهُ مُجند جامعي والتحق بجيش الولايات المتحدة.

## المهنة العسكرية
جُنّدَ مادوكس مِظليَّا للمشاة في الفرقة الثانية والثمانين المحولة جواً. وأصبح قائد القفز ودخل مدرسة رينجر.

## حياة مهنية
إريك مادوكس هو خطيب مؤتمرات ومتحدث تحفيزي يُلقي العبر والدروس التي تعلمها من أساليب استجواباته وكيف يكون كل ما يشعر الإنسان أنه فشل هو خطوةً إلى الأمام. ابتكر مادوكس منهجية وتقنية فريدة للاستجواب، أدّت مباشرة إلى القبض على صدام حسين. يُدرّس مادوكس هذه المنهجية الفريدة التي تسمى «استماع التقمص الوجداني».

## الجوائز
حصل مادوكس على وسام الاستحقاق وميدالية الإنجاز للاستخبارات الوطنية وجائزة مدير وكالة استخبارات الدفاع والنجمة البرونزية.

## الكتب والأفلام
قام مادوكس بتأليف الكتاب: المهمة: القائمة السوداء رقم 1 

## الظهور في وسائل الإعلام
ظهر مادوكس في وسائل الإعلام في جميع أنحاء العالم والعديد من الأفلام الوثائقية والمسلسلات التلفزيونية التي تصور مادوكس الذي يروي قصته عن كيفية تعقب دلتا فورس لصدام حسين والقبض عليه، ومن ذلك سي إن إن وقناة التاريخ التلفزيونية والإذاعة الوطنية العامة وديلي ميل وفوكس نيوز  وغيرها.